# 紀元前69年
紀元前69年（きげんぜん69ねん）は、ローマ暦の年である。

## 他の紀年法
- 干支 : 壬子
- 日本
  - 崇神天皇29年
  - 皇紀592年
- 中国
  - 前漢 : 地節元年
- 朝鮮
  - 檀紀2265年
- 仏滅紀元 : 475年
- ユダヤ暦 : 3692年 - 3693年

## できごと

### ローマ
- 執政官 - クィントゥス・カエキリウス・メテッルス・クレティクスとクィントゥス・ホルテンシウス
- アンティオコス13世がシリアの王になった[1]。
- ティグラナケルトの戦いでルキウス・リキニウス・ルクッルスに率いられたローマ軍がティグラネス2世の軍を破り、アルメニアの首都ティグラノセルタを占拠した。
- パルティアとローマがユーフラテス川の国境を再確定させた。
- ガイウス・ユリウス・カエサルがスペインでクァエストルになった。

### エジプト
- プトレマイオス12世がクレオパトラ5世を退位させた。

### ギリシア
- クレタ島のキドニアがローマ軍に占拠された[2]。

## 誕生
- 1月 - クレオパトラ7世、ファラオ（+ 紀元前30年）
- 小オクタウィア、アウグストゥスの同母姉（+ 紀元前11年）
- 王政君、前漢の元帝の皇后（+ 13年）

## 死去
- ユリア (en:Julia Caesaris (wife of Marius))、ガイウス・マリウスの妻（* 紀元前130年）